# Championnat de Hong Kong de football 1961-1962
Navigation
Saison précédente Saison suivante
La saison 1961-1962 du Championnat de Hong Kong de football est la dix-septième édition de la première division à Hong Kong, la First Division League. Elle regroupe, sous forme d'une poule unique, les treize meilleures équipes du pays qui se rencontrent deux fois, à domicile et à l'extérieur. En fin de saison, pour permettre le retour à un championnat à douze clubs, les deux derniers du classement sont relégués et remplacés par le meilleur club de Second Division League, la deuxième division hongkongaise. 
C'est le club de South China AA, quintuple tenant du titre, qui remporte à nouveau le championnat cette saison après avoir terminé en tête du classement final, avec quatre points d'avance sur Happy Valley AA et neuf sur Sing Tao SC. C'est le onzième titre de champion de Hong Kong de l'histoire du club.

## Clubs participants
- Kitchee SC
- Kowloon Motor Bus FC
- Caroline Hill FC
- South China AA
- Eastern AA
- Tung Wah FC
- Five-One-Seven FC - Promu de D2
- Sing Tao SC
- Yuen Long SA - Promu de D2
- Kwong Wah AA
- Army XI
- Hong Kong Police FC
- Happy Valley AA

## Compétition
Le barème de points servant à établir les classements se décompose ainsi :
- Victoire : 2 points
- Match nul : 1 point
- Défaite : 0 point

### Classement
| Rang | Équipe               | Pts | J  | G  | N | P  | Bp | Bc | Diff |
| ---- | -------------------- | --- | -- | -- | - | -- | -- | -- | ---- |
| 1    | South China AAT      | 44  | 24 | 21 | 2 | 1  | 91 | 27 | +64  |
| 2    | Happy Valley AA      | 40  | 24 | 18 | 4 | 2  | 84 | 29 | +55  |
| 3    | Sing Tao SC          | 35  | 24 | 14 | 7 | 3  | 66 | 31 | +35  |
| 4    | Kitchee SC           | 28  | 24 | 12 | 4 | 8  | 65 | 51 | +14  |
| 5    | Kowloon Motor Bus FC | 27  | 24 | 10 | 7 | 7  | 53 | 49 | +4   |
| 6    | Hong Kong Police FC  | 23  | 24 | 9  | 5 | 10 | 47 | 54 | -7   |
| 7    | Yuen Long SAP        | 21  | 24 | 9  | 3 | 12 | 44 | 48 | -4   |
| 8    | Eastern AA           | 18  | 24 | 7  | 4 | 13 | 34 | 62 | -28  |
| 9    | Kwong Wah AA         | 17  | 24 | 6  | 5 | 13 | 36 | 49 | -13  |
| 10   | Five-One-Seven FCP   | 17  | 24 | 7  | 3 | 14 | 48 | 70 | -22  |
| 11   | Tung Wah FC          | 17  | 24 | 7  | 3 | 14 | 42 | 63 | -21  |
| 12   | Army XI              | 15  | 24 | 5  | 5 | 14 | 41 | 63 | -22  |
| 13   | Caroline Hill FC     | 10  | 24 | 3  | 4 | 17 | 24 | 79 | -55  |

|  | Champion de Hong Kong 1962              |
|  | Relégation directe en deuxième division |
|  | T : Tenant du titre P : Promu de D2     |

- Contrairement à la saison 1959-1960, Army XI n'est plus protégé et doit donc descendre en deuxième division.

## Bilan de la saison
| Championnat de Hong Kong de football 1961-1962 |                            |
| Champion                                       | South China AA (11e titre) |
| Coupes et trophées                             |                            |
| Vainqueur de la Coupe de Hong Kong 1961-1962   | Non disputée               |
| Promotions et relégations                      |                            |
| Promus en First Division League                | Tung Sing FC               |
| Relégués en Second Division League             | Army XI                    |
| Relégués en Second Division League             | Caroline Hill FC           |